# Marko Arnautović
Marko Arnautović (Bécs, 1989. április 24. –) osztrák válogatott labdarúgó, a Crvena zvezda játékosa.

## Pályafutása

### Klubcsapatokban
Marko fiatalkorában jó néhány utánpótlás-egyesületnél megfordult, míg 6 osztrák klub után Hollandiába, a Twente akadémiájára került. A tehetségesnek tűnő játékost 2009-ben kölcsönvette az Inter. 3 bajnokin lehetőséget is kapott, de mivel semmi maradandót nem alkotott, nem hosszabbították meg a kölcsönszerződését. 2010-13-ig a Werder futballistája volt, majd 2013-ban Mark Hughes leigazolta a Stoke-hoz.
2019. július 7-én 22,4 millió fontért a Shanghai SIPG-hez igazolt. Két héttel később debütáló mérkőzésén már gólt is szerzett a Csungking Lifan ellen.
2021. augusztus 1-jén kétéves szerződést írt alá az olasz Bologna csapatával.
2023. augusztus 16-án pályafutása során másodszor csatlakozott kölcsönben az Internazionaléhoz. A szezon végén szerződtették.
2025 júliusában kétéves szerződést írt a szerb Crvena zvezda csapatával.

### Válogatott
2024. június 7-én Ralf Rangnick szövetségi kapitány 26 fős keretébe bekerült, amely a 2024-es labdarúgó-Európa-bajnokságra utazott.

## Sikerei, díjai
- Internazionale:
  - Olasz bajnokság: 2009–10, 2023–24
  - Olasz kupa: 2009–10
  - Olasz szuperkupa: 2023
  - UEFA-bajnokok ligája: 2009–10